# Kościół św. Jana Chrzciciela w Wiźnie
Kościół świętego Jana Chrzciciela w Wiźnie – rzymskokatolicki kościół parafialny mieszczący się w dawnym mieście, obecnie wsi Wizna, w województwie podlaskim. Należy do dekanatu Piątnica diecezji łomżyńskiej.

## Historia

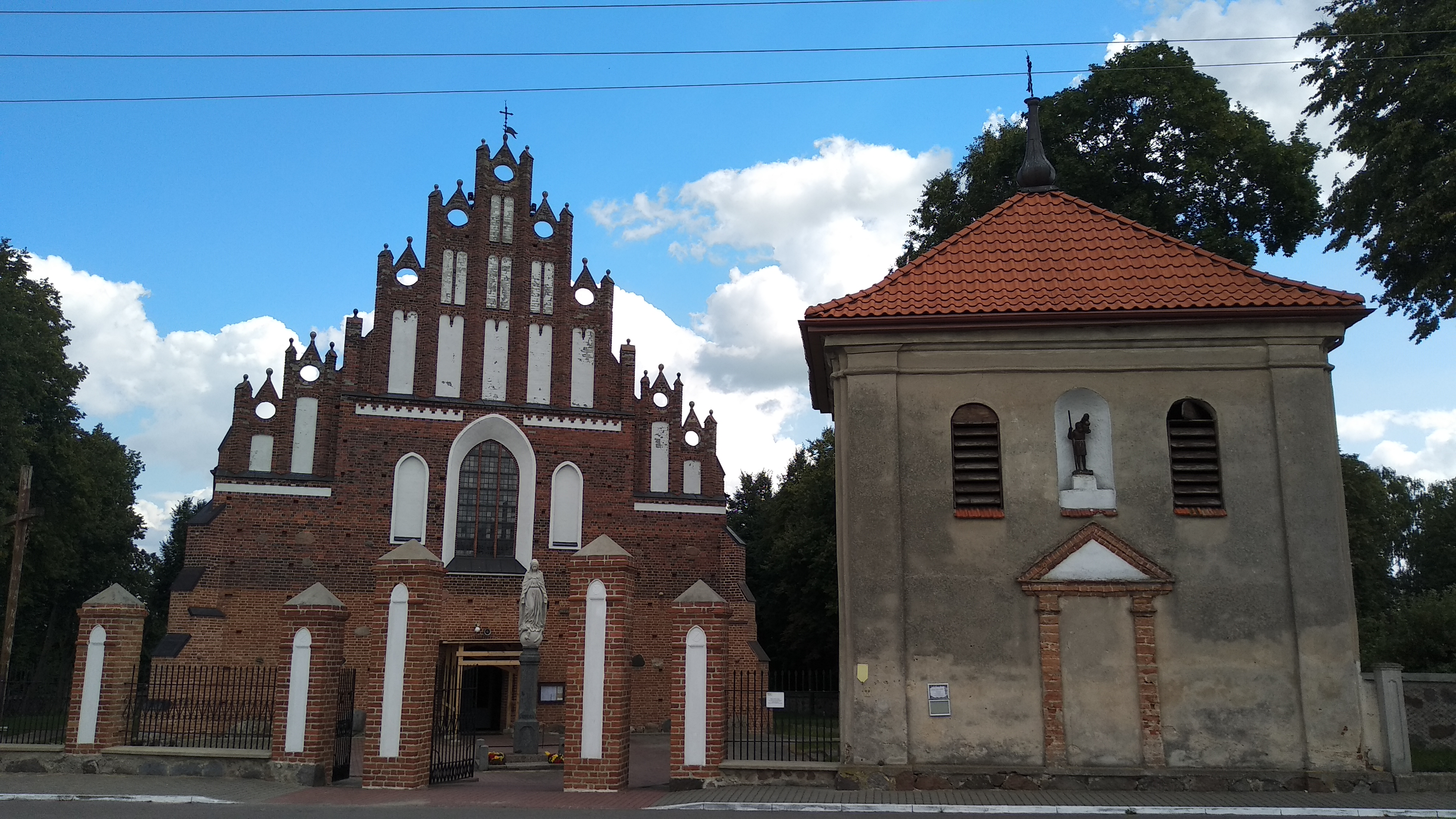
Kościół i dzwonnica

Obecna świątynia została wzniesiona w stylu późnogotyckim w 1526 roku dzięki staraniom księdza Jana Wojsławskiego. W czasie II wojny światowej w 1944 roku została całkowicie zniszczona przez hitlerowców. Budowla została zrekonstruowana w latach 1951-1958 dzięki staraniom księdza proboszcza Telesfora Podbielskiego pod kierunkiem konserwatora zabytków z Białegostoku Władysława Paszkowskiego. W latach 1974–1979 dzięki staraniom księdza proboszcza Tadeusza Klimaszewskiego świątynia otrzymała wyposażenie. W dniu 27 maja 1979 roku kościół konsekrował biskup łomżyński Mikołaj Sasinowski. W latach 1995–2000 dzięki staraniom wspomnianego wyżej księdza proboszcza Tadeusza Klimaszewskiego świątynia otrzymała nowe pokrycie dachu.

## Architektura i wyposażenie
Jest to budowla murowana wybudowana z cegły z dodatkiem kamieni polnych. Kościół posiada trzy nawy i został wzniesiony na planie prostokąta. Z dawnego wyposażenia zachowały się dwa elementy wczesnobarokowego epitafium poświęconemu rodzeństwu, Pawła i Krystyny Rakowskich, zmarłych w 1608 roku, do którego budowy użyto szarobrunatnego marmuru kieleckiego a także kilkanaście zabytkowych rzeźb powstałych w pierwszej ćwierci XVI stulecia, XVII i XVIII stulecia.

## Galeria

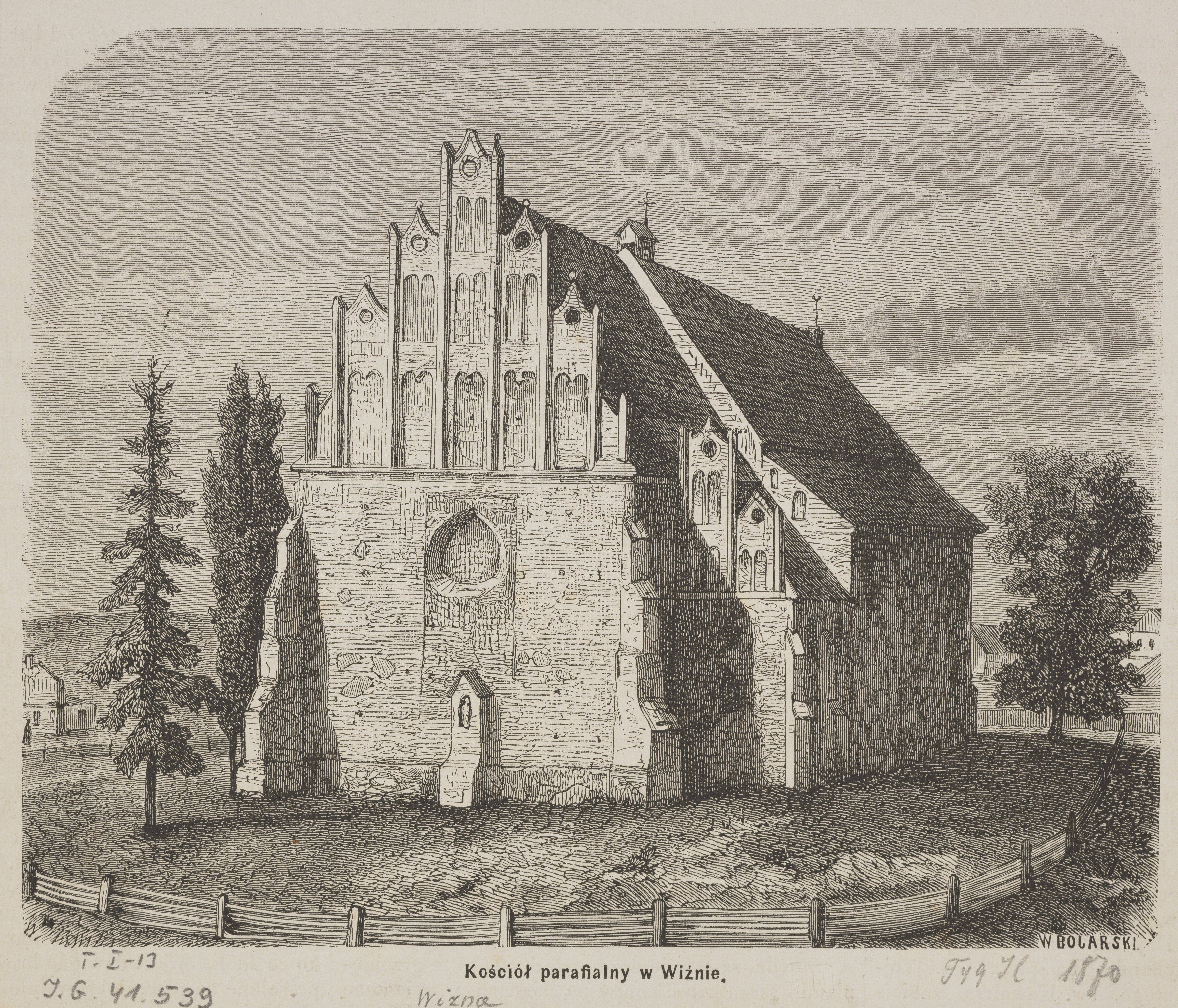
Kościół na graficy z 1870 r.
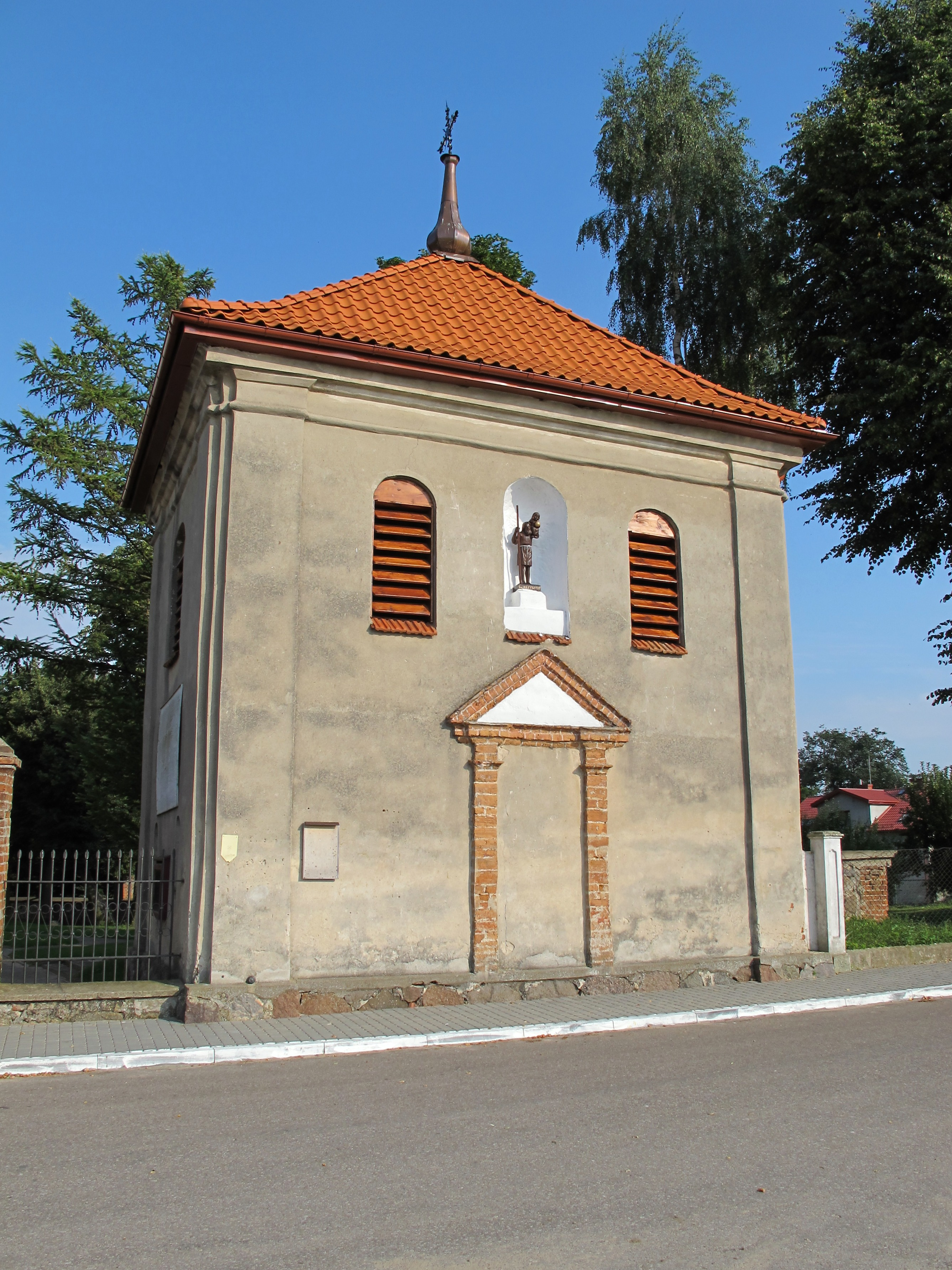
dzwonnica
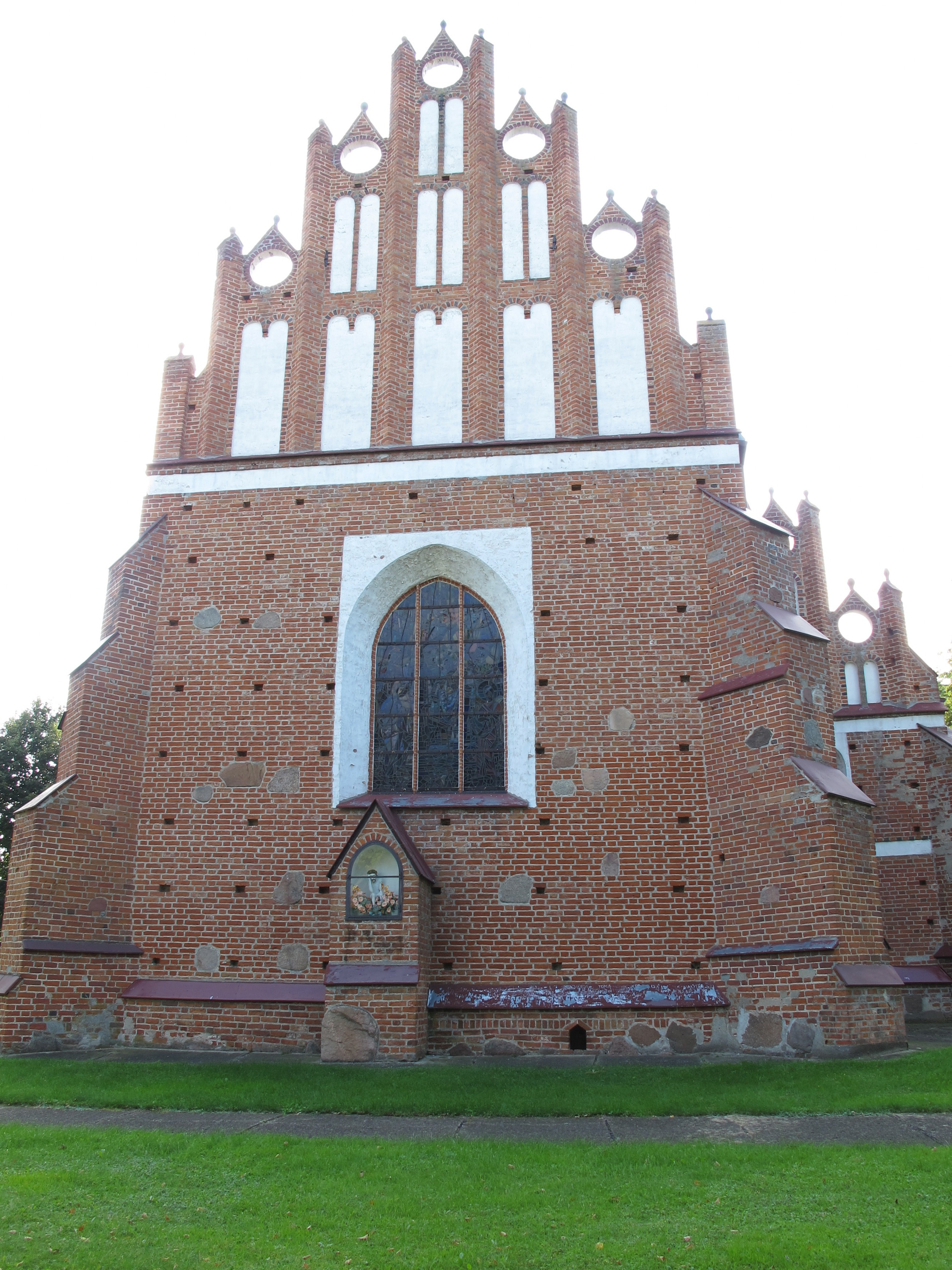
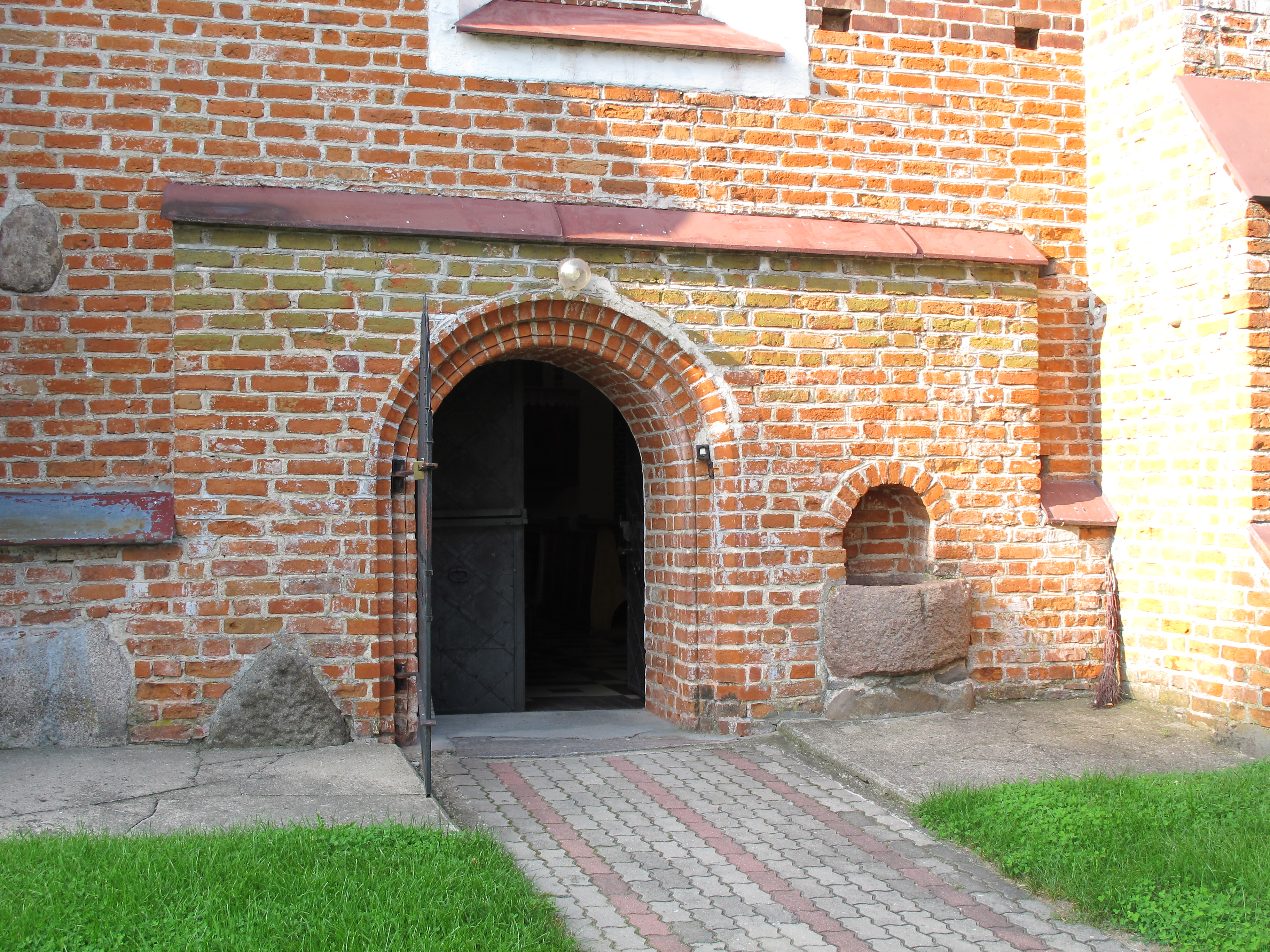
portal
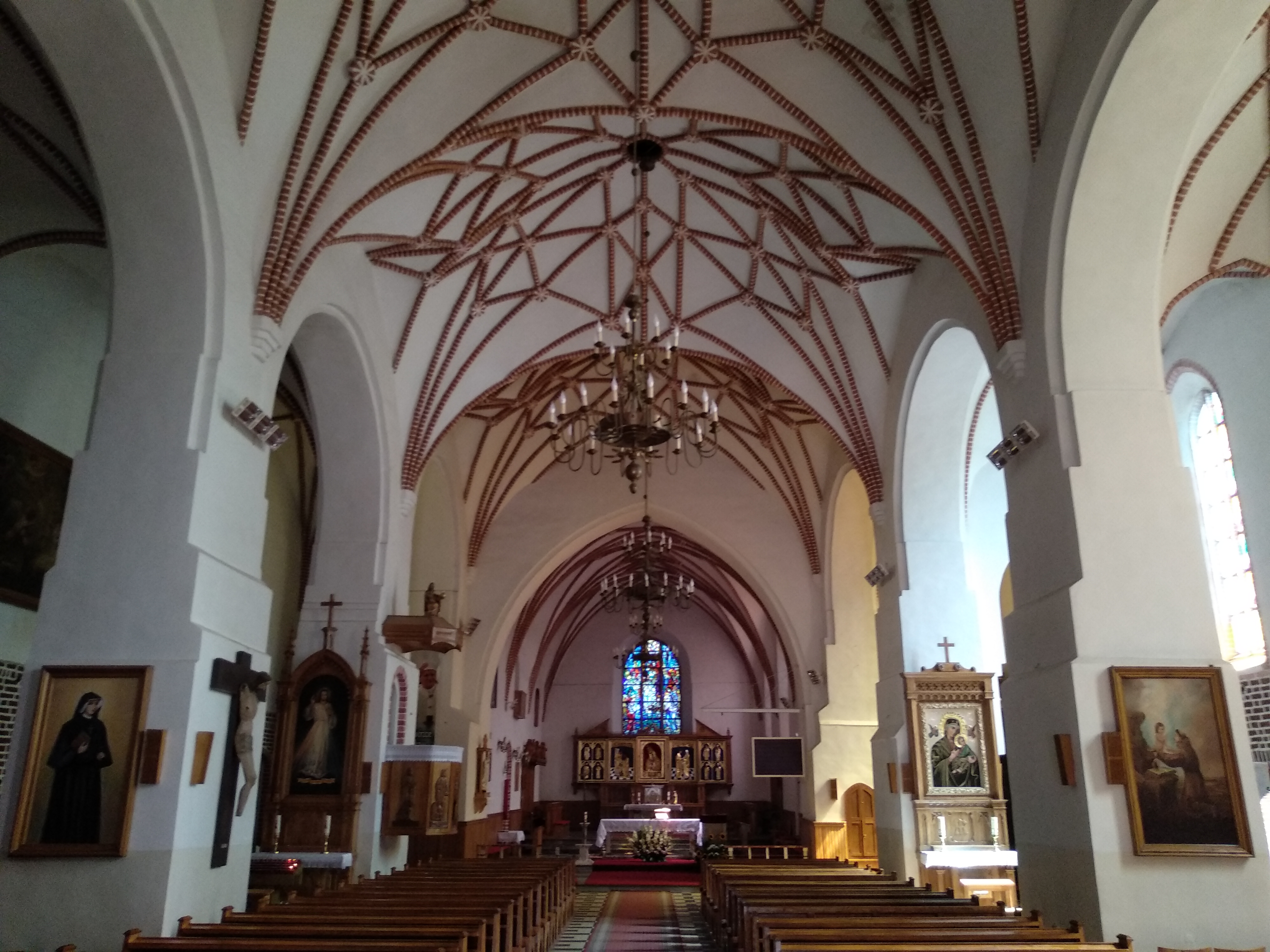
wnętrze
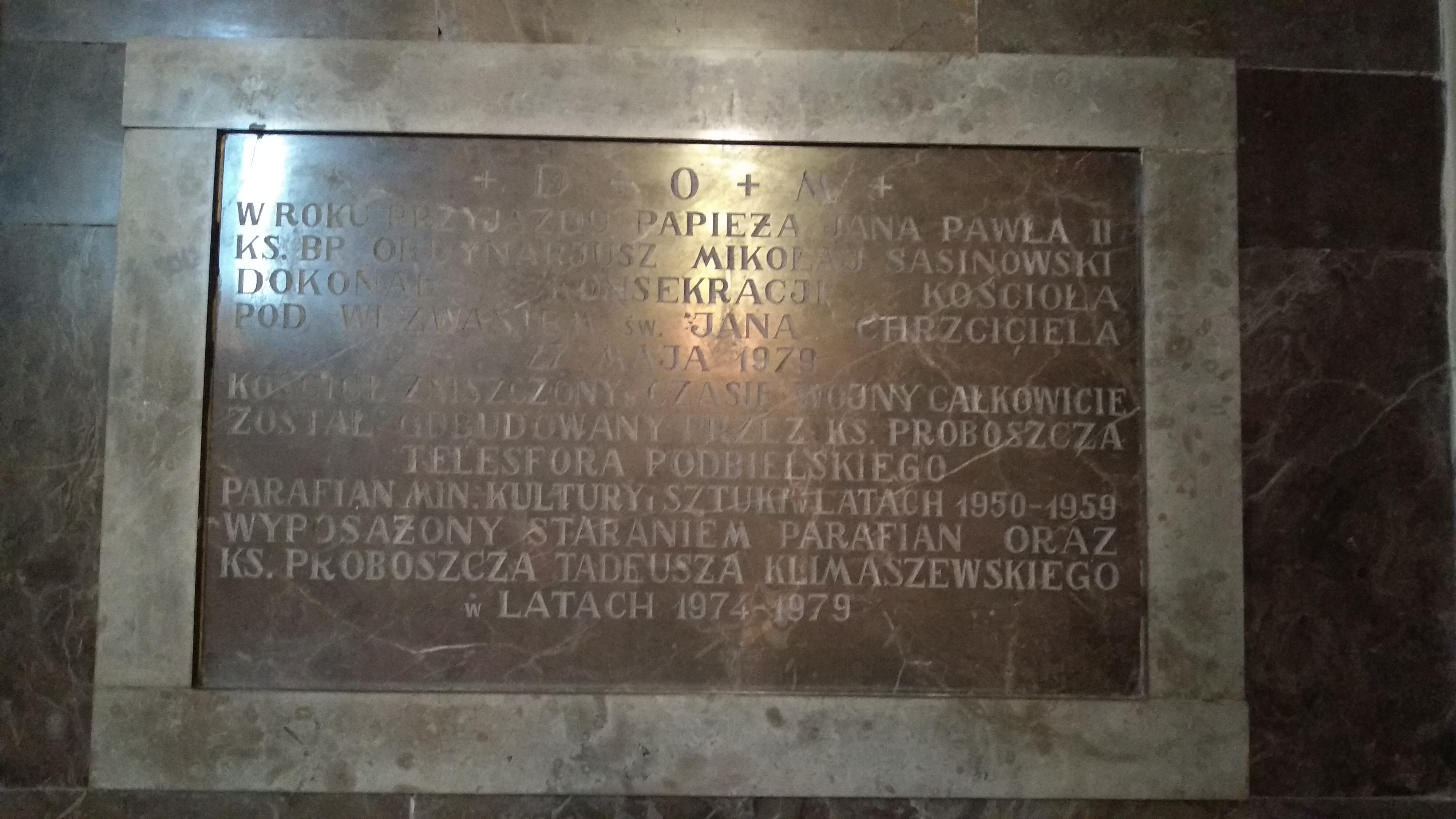